# Conocarpus
Genre
Conocarpus est un genre de plantes à fleurs de la famille des Combretaceae. Ce sont des arbres ou des arbustes originaires des régions tropicales du monde. Une espèce est inféodée aux mangroves, l'autre espèce se trouve seulement dans le sud des côtes de la Mer Rouge où elle pousse le long des rivières saisonnières.

## Liste des espèces
Selon Catalogue of Life (20 juillet 2017) :
- Conocarpus erectus L.
- Conocarpus lancifolius Engl.